# David van Dantzig
David van Dantzig (* 23. September 1900 in Amsterdam; † 22. Juli 1959 ebenda) war ein niederländischer Mathematiker.

## Leben
Van Dantzig veröffentlichte seine erste mathematische Arbeit 1913 als Schüler. Aus finanziellen Gründen musste er seine Schulausbildung unterbrechen und konnte nach dem Besuch von Abendschulen erst ab etwa 1923 an der Universität Amsterdam studieren. 1927 war er Assistent von Jan Arnoldus Schouten an der TH Delft, war dann in der Lehrerausbildung und ab 1932 Dozent in Delft, nachdem er 1931 an der Universität Groningen bei Bartel Leendert van der Waerden, mit dem er seit Studientagen befreundet war, promoviert hatte (Studien in topologischer Algebra). Die Promotion bei Luitzen Egbertus Jan Brouwer war zuvor (1929) gescheitert und Brouwer erhob sogar Plagiatsvorwürfe gegen Dantzig (er sei nicht über Brouwers eigene Ergebnisse hinausgelangt und habe nicht selbständig gearbeitet) und suchte die Ernennung von Dantzig als Dozent an der TH Delft 1932 zu verhindern. Dagegen verteidigte ihn van der Waerden in der Korrespondenz mit Schouten. 1938 wurde er außerordentlicher Professor an der TH Delft, 1940 wurde er dort Professor, aber im selben Jahr nach der deutschen Besetzung der Niederlande entlassen. Er zog nach Amsterdam, wo er nach dem Krieg 1946 Professor an der Universität Amsterdam wurde, wo er auch einer der Mitgründer des Mathematischen Zentrums war. 1949 wurde er Mitglied der Königlich Niederländischen Akademie der Wissenschaften.
Er arbeitete vor allem über topologische Algebra. Daneben befasste er sich auch mit Differentialgeometrie und Relativitätstheorie (projektive Relativitätstheorie mit Schouten), Elektrodynamik, Hydro- und Thermodynamik und nach dem Zweiten Weltkrieg mit Wahrscheinlichkeitstheorie und speziell statistischer Entscheidungstheorie.
Van Dantzig führte das Beispiel einer topologischen Gruppe, das Dyadische Solenoid ein. Die Gruppenelemente lassen sich durch unendliche Folgen q0, q1, q2, …, darstellen mit  komplexen Zahlen  auf dem Einheitskreis qi, für die für i > 0 gilt: qi2 = qi-1. Die Multiplikation erfolgt komponentenweise. Das Dyadische Solenoid ist Beispiel eines unzerlegbaren Kontinuums (im Sinne von Brouwer).
1954 hielt er einen Plenarvortrag auf dem Internationalen Mathematikerkongress (ICM) in Amsterdam über mathematische Probleme, die sich aus der Flutkatastrophe von 1953 in den Niederlanden ergaben. Daran arbeitete er auch weiter mit seinem Schüler und Assistenten Jan Hemelrijk.